# Quyền LGBT ở Pakistan
Quyền đồng tính nữ, đồng tính nam, song tính và chuyển giới ở Pakistan được coi là điều cấm kỵ. Ngay cả ở các thành phố lớn, người đồng tính nam và đồng tính nữ phải rất kín đáo về xu hướng tình dục của họ. Luật pháp Pakistan quy định hình phạt hình sự đối với các hành vi tình dục đồng giới. Pakistan Bộ luật Hình sự năm 1860, ban đầu được phát triển dưới thời Raj, trừng phạt kê gian với án tù có thể và có các điều khoản khác ảnh hưởng đến quyền con người của LGBT Pakistan, dưới vỏ bọc bảo vệ đạo đức và trật tự công cộng. Mặc dù là bất hợp pháp, các hành vi đồng tính luyến ái không phải lúc nào cũng bị truy tố ở nước này. Tuy nhiên, nhiễm HIV vẫn là một vấn đề nghiêm trọng.
Sự phân biệt đối xử và không tán thành cộng đồng LGBT, cùng với sự kỳ thị xã hội liên quan, chủ yếu xuất phát từ niềm tin tôn giáo và gây khó khăn cho những người LGBT có mối quan hệ ổn định. Tuy nhiên, cộng đồng LGBT vẫn có thể giao tiếp, tổ chức, hẹn hò và thậm chí sống với nhau như một cặp vợ chồng, nếu được thực hiện chủ yếu trong bí mật.
Các cuộc gặp gỡ tình dục giữa các đối tác đồng giới dễ tiếp cận hơn ở các thành phố lớn như Karachi và Lahore, đặc biệt là đối với người đồng tính nam và lưỡng tính. Do kết quả của toàn cầu hóa, gia tăng xu hướng tự do hóa và thúc đẩy sự khoan dung xã hội, các đảng đồng tính tư nhân ở Pakistan đã gia tăng trong một số năm. Ngoài ra, ngày càng có nhiều cá nhân, đặc biệt là những người sinh ra từ cha mẹ được giáo dục ở các nước phát triển, những người thường tốt nghiệp đại học và có một số hiểu biết về sự tiến hóa và tình dục. Công khai đồng tính với bạn bè của họ và giới thiệu họ với bạn tình đồng giới của họ.
Năm 2018, Nghị viện đã thông qua Đạo luật Người chuyển giới (Bảo vệ quyền) thiết lập các biện pháp bảo vệ rộng rãi cho người chuyển giới. Trước đó, trong một phán quyết lịch sử năm 2009, Tòa án Tối cao Pakistan phán quyết ủng hộ quyền công dân cho người chuyển giới, và các phán quyết của tòa án tiếp tục duy trì và tăng các quyền này.
Pakistan không có luật quyền dân sự để cấm phân biệt đối xử hoặc quấy rối trên cơ sở khuynh hướng tình dục. Cả hôn nhân đồng giới lẫn kết hợp dân sự đều không được phép theo luật hiện hành và hiếm khi được đưa ra trong diễn ngôn chính trị.

## Bản dạng và biểu hiện giới

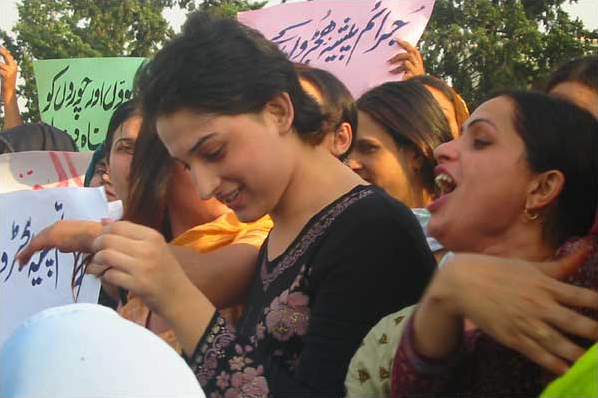
Một nhóm khawaja sara và người chuyển giới biểu tình ở Islamabad.

Ở hầu hết các quốc gia Nam Á, có một khái niệm về giới tính thứ ba nơi các thành viên được xã hội gọi là không phải đàn ông hay phụ nữ. Pakistan không khác biệt và có một nền văn hóa sôi động Hijra (ہیجڑا). Mặc dù thuật ngữ này được sử dụng phổ biến ở Nam Á, nó được coi là xúc phạm trong tiếng Urdu và thuật ngữ này khawaja sara (خواجہ سرا) được sử dụng thay thế. Đôi khi chúng được gọi là chuyển giới, liên giới tính hoặc hoạn quan trong các ấn phẩm tiếng Anh. Giống như người chuyển giới ở nhiều quốc gia, đôi khi họ là đối tượng của sự chế giễu, lạm dụng và bạo lực. Điều đó nói rằng, họ được hưởng một mức độ chấp nhận nhất định do vị trí của họ trong xã hội bất chính. Ví dụ, họ được chào đón tại các đám cưới, nơi họ sẽ nhảy như một trò giải trí cho đàn ông, và cũng được chào đón giữa những người phụ nữ. Trong tiếng Ba Tư, được gọi là khusra (ਖੁਸਰਾ), và trong tiếng Sindhi như khadra (کدڙا).
Sự hiện diện của họ trong xã hội thường được dung thứ và được coi là may mắn trong văn hóa Pakistan. Hầu hết khawaja sara được coi là hậu duệ văn hóa trực tiếp của các hoạn quan triều đình của thời đại Mughal. Nghĩ rằng mình sinh ra mắc chứng khó nuốt ở bộ phận sinh dục và sợ rằng họ có thể nguyền rủa một số phận của mình, mọi người lắng nghe nhu cầu của họ, cho họ bố thí và mời họ có mặt tại các sự kiện và chức năng khác nhau, ví dụ: sinh con, cắt bao quy đầu hoặc đám cưới. Sự bí ẩn này che giấu sự tồn tại của họ được sinh ra từ thực tế là các cộng đồng khawaja sara sống một cuộc sống rất bí mật. Vào năm 2004, chỉ có một mình Lahore có 10.000 hoạt động transvestites.
Mọi người đã bắt đầu chấp nhận các hành động của phẫu thuật xác định lại giới tính để thay đổi giới tính của họ như một chuẩn mực bắt buộc bởi rối loạn giới tính. Có những tình huống mà những trường hợp như vậy đã đi vào ánh đèn sân khấu. Một phán quyết năm 2008 tại Tòa án tối cao ở Pakistan của Pakistan đã cho phép Naureen, 28 tuổi, được phẫu thuật chuyển đổi giới tính, mặc dù quyết định này chỉ áp dụng đối với những người mắc chứng khó nuốt giới.
Năm 2009, Tòa án Tối cao Pakistan phán quyết ủng hộ một nhóm người chuyển giới. Phán quyết mang tính bước ngoặt nói rằng với tư cách là công dân, họ được hưởng lợi ích và sự bảo vệ của pháp luật như nhau và kêu gọi Chính phủ thực hiện các bước để bảo vệ người chuyển giới khỏi sự phân biệt đối xử và quấy rối. Chánh án Pakistan, Iftikhar Chaudhry, là kiến trúc sư của việc mở rộng quyền lớn cho cộng đồng người chuyển giới của Pakistan trong nhiệm kỳ của mình.
Năm 2010, Tòa án Tối cao đã ra lệnh công nhận toàn bộ cộng đồng người chuyển giới, bao gồm việc cung cấp các cơ sở y tế và giáo dục miễn phí, chương trình tín dụng vi mô và hạn ngạch công việc cho người chuyển giới ở mọi bộ phận chính phủ.
Năm 2017, Tòa án tối cao ở Hoa Kỳ đã ra lệnh cho Chính phủ đưa người chuyển giới vào điều tra dân số quốc gia.
Vào tháng 2 năm 2018, một ủy ban Thượng viện đã xác định rằng người chuyển giới có thể thừa kế tài sản mà không cần phải có quyết định giới tính của họ bởi hội đồng y tế.

### Đạo luật về người chuyển giới (Bảo vệ quyền) 2018
Theo Đạo luật  Người chuyển giới (Bảo vệ Quyền) 2018 , người Pakistan có thể chọn tự nhận mình là nam, nữ, cả hai hoặc không. Họ có thể thể hiện giới tính theo sở thích của mình và họ có thể có sự lựa chọn giới tính của họ được phản ánh trên các tài liệu của họ, "bao gồm Thẻ nhận dạng quốc gia, hộ chiếu, giấy phép lái xe và chứng chỉ giáo dục." Đạo luật này đảm bảo các quyền cơ bản của người chuyển giới đối với thừa kế, giáo dục, việc làm, bỏ phiếu, giữ văn phòng công cộng, y tế, hội họp và tiếp cận các không gian công cộng và tài sản. Nó xác nhận rằng họ được hưởng tất cả các quyền mà hiến pháp quốc gia cấp cho công dân của mình.
Đạo luật định nghĩa "người chuyển giới" là người có "hỗn hợp các đặc điểm bộ phận sinh dục nam và nữ hoặc mơ hồ bẩm sinh" hoặc, một người đàn ông "trải qua cắt bỏ hoặc cắt bỏ bộ phận sinh dục", hoặc rộng hơn, "bất kỳ người nào có bản sắc giới tính và/hoặc biểu hiện giới khác với các chuẩn mực xã hội và kỳ vọng văn hóa dựa trên giới tính mà họ được chỉ định khi sinh, "cho phép mọi người tự nhận dạng như vậy. Họ được đảm bảo quyền thừa kế tài sản và chạy cho văn phòng công cộng.
Phân biệt đối xử dựa trên bản sắc giới tính trong việc làm và nơi ở công cộng bị cấm theo luật mới. Chính phủ được giao các nghĩa vụ rộng lớn để cung cấp hỗ trợ y tế và tâm lý, cho vay doanh nghiệp nhỏ và đào tạo nghề, đào tạo nhạy cảm cho cảnh sát và giúp đỡ các chuyên gia, các cơ sở nhà tù riêng biệt và nhà ở an toàn.
Dự luật đã nhất trí thông qua Thượng viện Pakistan vào đầu tháng 3 năm 2018. Vào ngày 8 tháng 5 năm 2018, Quốc hội đã bỏ phiếu thông qua dự luật. Nó đã được ký thành luật khi quyền Tổng thống Muhammad Sadiq Sanjrani đưa ra quyết định của mình vào ngày 18 tháng 5 năm 2018.
Vào tháng 8 năm 2018, Phòng Giáo dục học đường của tỉnh lớn thứ hai trong cả nước, Punjab, đã chỉ thị cho các quan chức của mình bảo đảm quyền tiếp cận trường học cho trẻ em chuyển giới theo  Người chuyển giới (Bảo vệ quyền) Đạo luật 2018 . Bộ đã nói với các quan chức của mình bao gồm giới tính của họ khi họ được nhận vào trường và có tầm quan trọng như nhau đối với trẻ em chuyển giới trong các đợt đăng ký. Bộ đã chỉ thị cho các quan chức của mình rằng các hướng dẫn là ràng buộc đối với chính phủ cũng như các trường thuộc sở hữu tư nhân trong tỉnh. Punjab trở thành tỉnh đầu tiên thực hiện các bước thực tế trong việc thực thi Đạo luật.

## Bảng tóm tắt
| Hoạt động tình dục đồng giới hợp pháp                                                                                       | (Hình phạt: phạt tiền hoặc từ 2 đến dưới 10 năm tù; thay đổi theo vùng và hiếm khi được thi hành) |
| Độ tuổi đồng ý | No                                                                                                |
| Luật chống phân biệt đối xử trong việc làm                                                                                  | / (Từ năm 2018; chỉ dành cho bản dạng giới)                                                       |
| Luật chống phân biệt đối xử trong việc cung cấp hàng hóa và dịch vụ                                                         | / (Từ năm 2018; chỉ dành cho bản dạng giới)                                                       |
| Luật chống phân biệt đối xử trong tất cả các lĩnh vực khác (bao gồm phân biệt đối xử gián tiếp, ngôn từ kích động thù địch) | / (Từ năm 2018; chỉ dành cho bản dạng giới)                                                       |
| Công nhận các cặp đồng giới                                                                                                 | No                                                                                                |
| Con nuôi của các cặp vợ chồng đồng giới                                                                                     | No                                                                                                |
| Con nuôi chung của các cặp đồng giới                                                                                        | No                                                                                                |
| LGBT được phép phục vụ trong quân đội                                                                                       | No                                                                                                |
| Quyền thay đổi giới tính hợp pháp                                                                                           | (Từ năm 2010)                                                                                     |
| Giới tính thứ ba được công nhận                                                                                             | (Từ năm 2010)                                                                                     |
| Truy cập IVF cho đồng tính nữ                                                                                               | No                                                                                                |
| Mang thai hộs thương mại cho các cặp đồng tính nam                                                                          | No                                                                                                |
| NQHN được phép hiến máu | No                                                                                                |